# Te' dans mä Karlstatösera
Te' dans mä Karlstatösera skrevs av Erik Uppström (musik) och Rune Lindström (text), och har spelats in på skiva av många olika artister.
En inspelning av Sven-Ingvars, utgiven på singel i oktober 1961, låg 1961–1962 på Radio Nords topplista och blev orkesterns genombrott.